# LG Group
LG Group (kor. LG 법인) – południowokoreańskie przedsiębiorstwo działające w branży elektronicznej, chemicznej i dawniej telekomunikacyjnej; jeden z największych koreańskich czeboli. LG Electronics jest czwartym, a LG Chem dziewiątym największym pod względem przychodów przedsiębiorstwem w Korei Południowej

## Historia
Założycielem LG Corporation jest Koo In-Hwoi. Przedsiębiorstwo powstało 1 października 1958 roku. LG zbudowało swoje pierwsze radio, LG A-501, które w 1959 r. trafiło do sprzedaży. W 1961 r. na rynek trafił pierwszy automatyczny telefon tej firmy – GS-1. W 1965 r. przedsiębiorstwo sprzedało pierwszą lodówkę, model GR-120, a w 1966 r. – pierwszy telewizor. W 1968 r. LG sprzedało pierwszy klimatyzator, a rok później pierwsze egzemplarze pralek automatycznych. W latach 70. LG, po połączeniu z Lucky Chemical Company, zmieniło nazwę na Lucky Goldstar Group. W Polsce spółka Art-B w 1990 r. zainwestowała część kapitału, uruchamiając linię produkcyjną LG Art B.

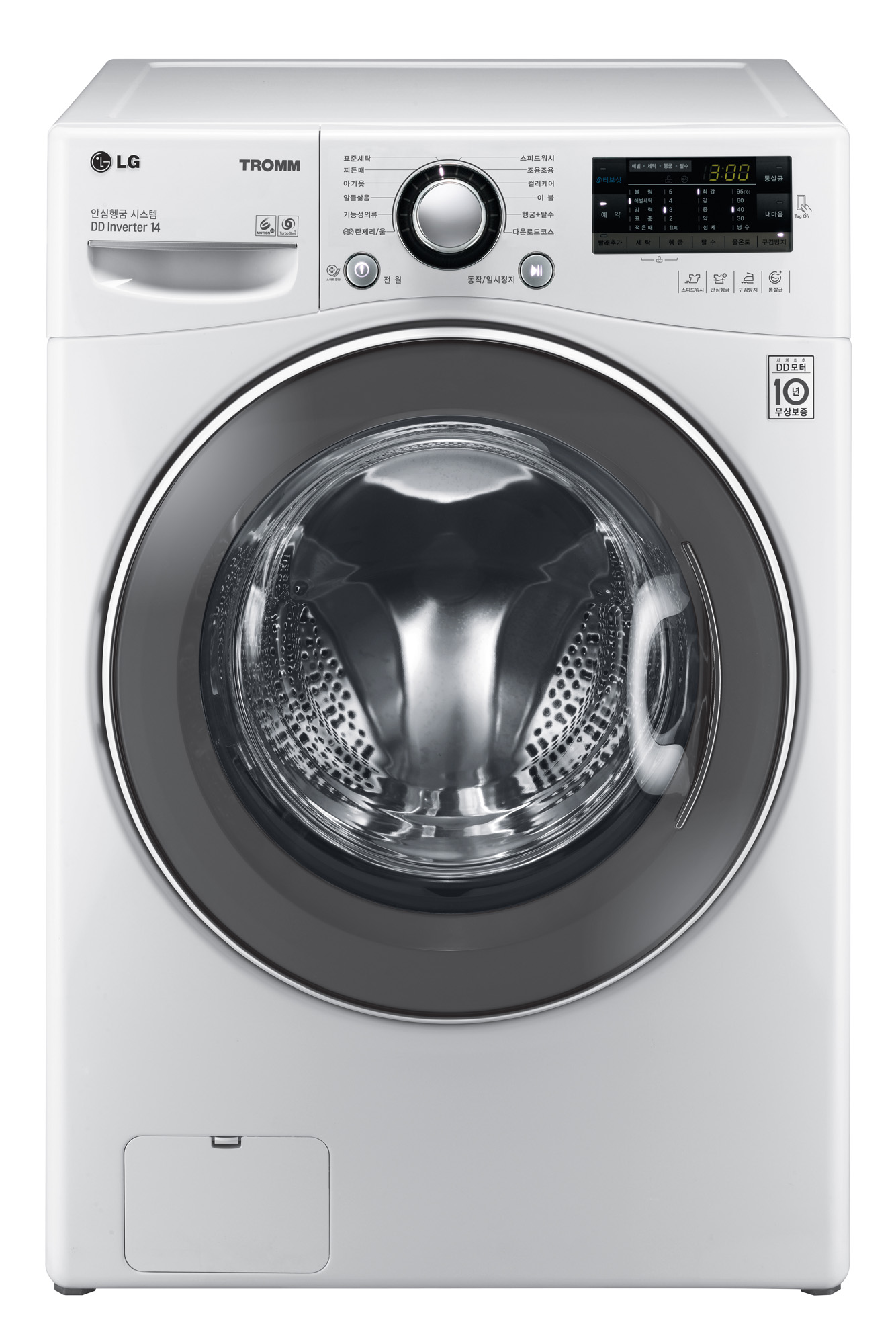
Pralka marki LG

Do 1995 r. przedsiębiorstwo działało pod nazwą Lucky LG Group, która odzwierciedlała wcześniejsze połączenie dwóch koncernów: Lucky Chemical Company oraz LG. Zajmuje się głównie przemysłem energetycznym i chemicznym, elektroniką i telekomunikacją. Ostatnie dwie dziedziny – kojarzone z marką LG, którą w połowie lat 90. przemianowano na LG Electronics – stały się wiodącą działalnością koncernu. Założona wspólnie z holenderskim koncernem Royal Philips Electronics spółka LG Philips Displays (obecnie LG Display) jest np. jednym z największych na świecie producentów matryc używanych w telewizorach i monitorach komputerowych.
5 kwietnia 2021 roku grupa LG zapowiedziała zamknięcie działu biznesowego zajmującego się urządzeniami mobilnymi, co zaowocuje zaprzestanie produkcji nowych smartfonów.
30 czerwca 2025 roku LG zamknęło serwery aktualizacji smartfonów z systemem Android kończąc wszystkie aktualizacje oprogramowania, aplikacji i zabezpieczeń dla swoich urządzeń. Po wyłączeniu tych serwerów przestało działać również LG Bridge.

## LG Group w Polsce

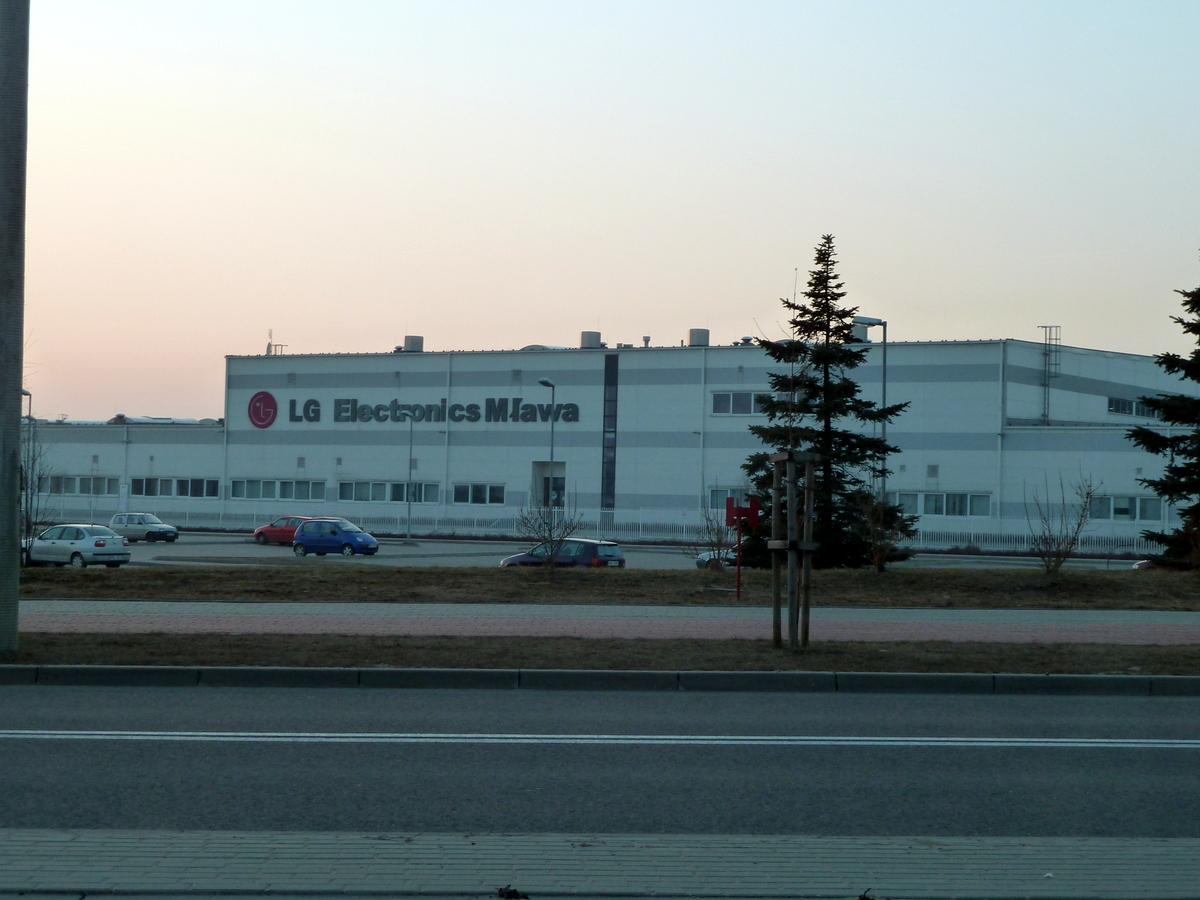
LG Electronics w Mławie

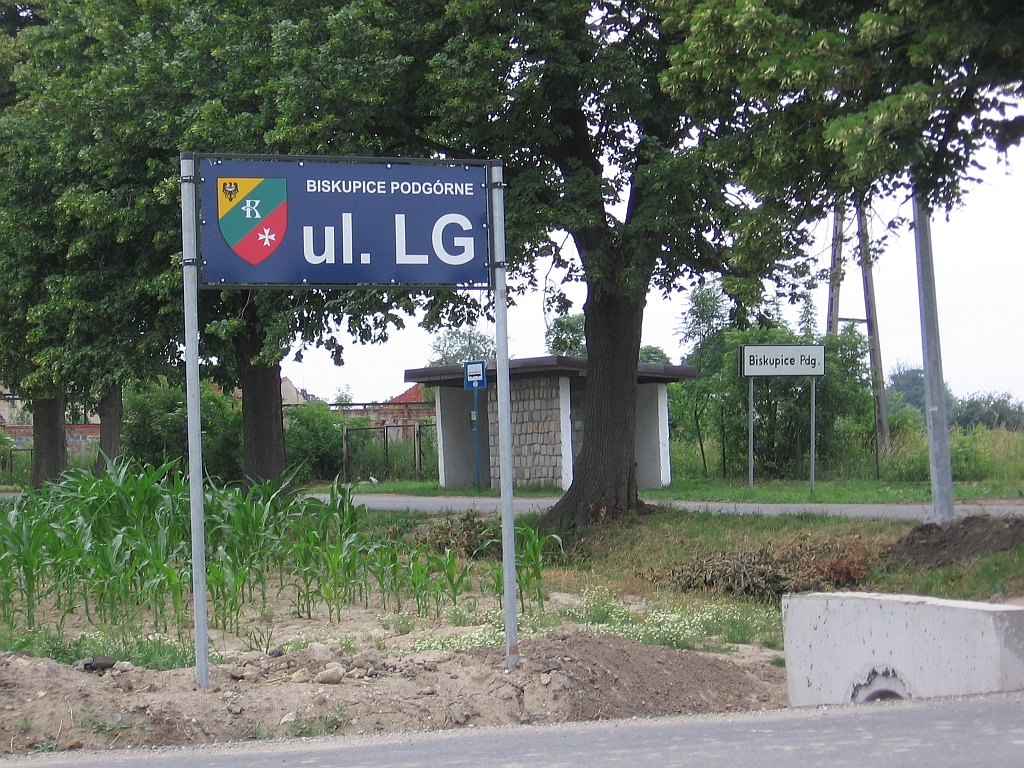
„ulica LG” w Biskupicach Podgórnych, przy której stoi fabryka LG

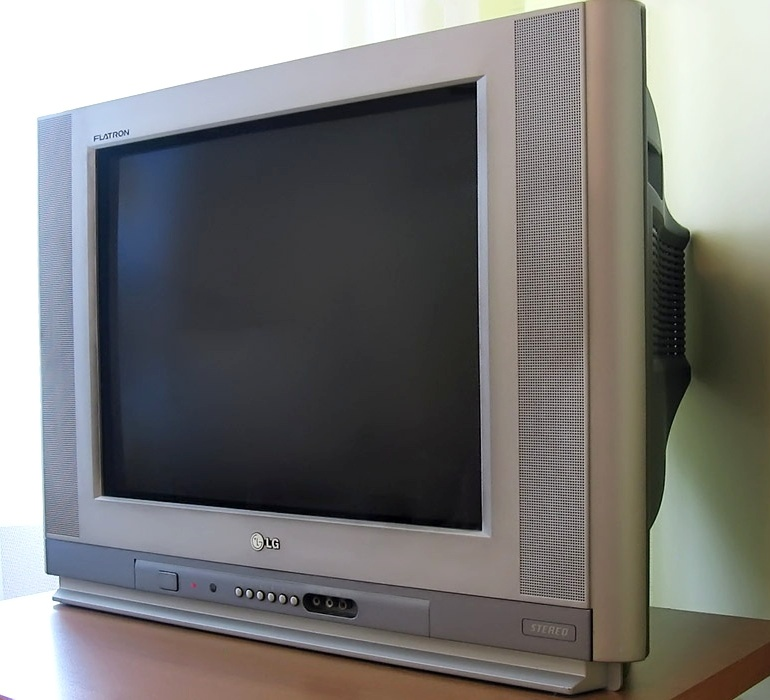
Telewizor kineskopowy firmy LG

W Polsce obecne są oddziały LG Electronics (fabryka telewizorów w Mławie i fabryka sprzętu AGD we Wrocławiu), a także LG Energy Solution (fabryka akumulatorów do samochodów elektrycznych).

### Historia
W listopadzie 1996 r. LG Investment Holdings BV z siedzibą w Amsterdamie, członek koreańskiej LG Group, objęła większościowy pakiet akcji Petrobanku SA. Z powodu kłopotów na rodzimym rynku w 2002 r. bank sprzedano koncernowi Nordea AB. W maju 1997 spółka z o.o. LG Electronics Polska została zarejestrowana w Polsce. Prezesem polskiego oddziału LG Electronics od lutego 2004 r. był Dong Woong Shin. Od stycznia 2006 r. prezesem jest Young Ik Lee. LG Electronics ma swoją fabrykę w Mławie (LG Electronics Mława Sp. z o.o. założona w 1999 r.), gdzie montuje wysokiej jakości odbiorniki telewizyjne, zatrudniając ok. 3 tys. osób. W 2003 r. odnotowała ona zysk rzędu 28 mln zł. W połowie 2005 r. LG Group podpisała kontrakt z gminą Kobierzyce koło Wrocławia. Na 275-hektarowej działce we wsi Biskupice Podgórne za pół miliarda euro wybudowane zostały fabryki ekranów ciekłokrystalicznych i chłodziarek. Wraz z inwestycjami towarzyszącymi przedsięwzięcie kosztowało około miliarda euro.

## Wspólne przedsięwzięcia
LG i Hitachi stworzyły wspólne przedsięwzięcia o nazwie Hitachi-LG przechowywania danych w 2000 r. I LG Hitachi Water Solutions w 2011 r. Wśród innych partnerstw miał, LG ma długą relację z Hitachi z powrotem do wczesnych lat Goldstar. Od tego czasu Hitachi przenosi technologie dla produktów LG, takich jak radia, przewody, telewizory, urządzenia domowe, półprzewodniki itp. Pierwszym JV między nimi jest LG Hitachi, który jest od 1980 roku, kiedy został ustanowiony na import komputery do Korei.
LG miał dwa wspólne przedsięwzięcia z Royal Philips Electronics: LG Philips Display i LG Philips LCD, ale Philips sprzedał swoje udziały pod koniec 2008 roku.
W 2005 r. LG wprowadzono do joint venture z Nortel Networks, tworząc LG-Nortel Co. Ltd.
W 2020 r. LG i kanadyjski auto dostawca Magna International uruchomił joint venture znany jako LG Magna E-Powertrain. Nowe joint venture będzie produkowało komponenty stosowane w samochodach elektrycznych, takie jak silniki elektryczne.